# Michal Dudovič
Michal Dudovič  (* 1999) ist ein slowakischer Unihockeyspieler, der beim Schweizer Nationalliga-A-Verein SV Wiler-Ersigen unter Vertrag steht.

## Karriere

### Verein

#### ATU Košice
Dudovič wurde im Nachwuchs des slowakischen Vereins ATU Košice ausgebildet und debütierte dort bereits früh in der ersten Mannschaft.

#### SV Wiler-Ersigen
2016 wechselte der erst 17-Jährige in die Schweiz zum Rekordmeister SV Wiler-Ersigen. In seiner ersten Saison wurde er ausschliesslich in der U18- und der U21-Mannschaft eingesetzt.
In der darauffolgenden Saison wurde er erstmals in der Nationalliga-A-Mannschaft eingesetzt.

### Nationalmannschaft
2015 debütierte Dudovič für die U19-Nationalmannschaft der Slowakei.
2016 wurde der 17-jährige Slowake bereits für die A-Nationalmannschaft aufgeboten und nahm mit ihr an der Unihockey-Weltmeisterschaft 2016 in Lettland teil.